# Isonkivensaari
Isonkivensaari är en ö i Finland. Den ligger i sjön Näsijärvi och i kommunen Ylöjärvi i den ekonomiska regionen Tammerfors och landskapet Birkaland, i den södra delen av landet, 180 km norr om huvudstaden Helsingfors. Öns area är 2,6 hektar och dess största längd är 320 meter i sydväst-nordöstlig riktning.